# Ташкент (лидер эскадренных миноносцев)
«Ташке́нт» — лидер эскадренных миноносцев Военно-Морских Сил РККА проекта 20И.
Постройка эсминца была запланирована в рамках программы знакомства советских инженеров с новейшими техническими решениями в промышленности развитых стран. Проект корабля был разработан и реализован фирмой Odero Terni Orlando в Ливорно. 28 декабря 1937 года из-за осложнений в межгосударственных отношениях корабль был спущен на воду в недостроенном состоянии, а весной 1939 года после приёмных испытаний прибыл в СССР. 22 октября 1939 года корабль был зачислен в состав Черноморского Флота СССР, после чего на него было установлено вооружение.
В июне–августе 1941 года «Ташкент» принял участие в обороне Одессы, в ходе которой 30 августа попал под авианалёт немецкой авиации и получил серьёзные повреждения корпуса. После возвращения в строй с октября 1941 года по июнь 1942 года принимал участие в обороне Севастополя. Всего с начала войны лидер прошёл 27 000 морских миль, перевёз 2538 т боеприпасов и 19 300 человек, участвовал в конвоировании 17-и транспортов, провёл около сотни боевых стрельб главным калибром. В результате действий корабля было повреждено или сбито 13 самолётов противника, уничтожен аэродром и шесть артиллерийских батарей.
27 июня 1942 года «Ташкент» получил множественные повреждения корпуса во время возвращения из Севастополя, став последним кораблём, прорвавшимся в город перед занятием его немецкими войсками, но сумел вернуться в Новороссийск, несмотря на угрозу затопления. Во время подготовки к переходу на ремонт в Поти 2 июля 1942 года лидер был потоплен прямым попаданием авиабомбы в порту Новороссийска. После подъёма в 1944 году корабль был разобран на металл.

## История разработки

### Предпосылки проекта

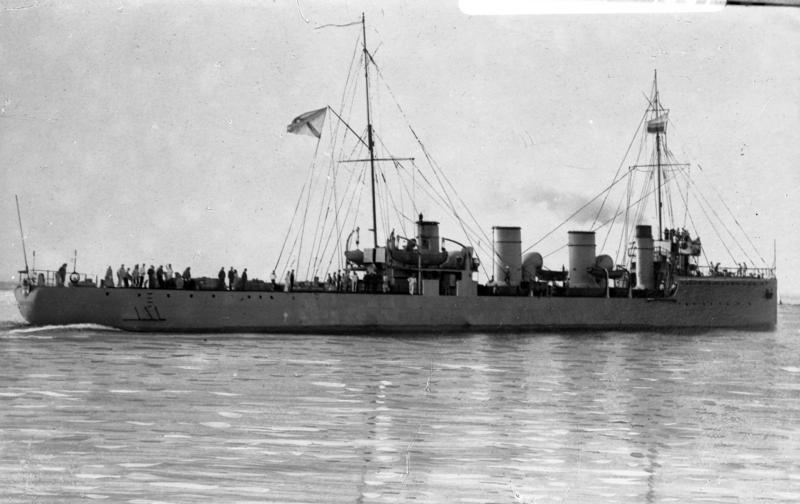
Эскадренный миноносец «Новик» в 1911 году.

Первые идеи развития концепции лидеров эскадренных миноносцев в рамках российского флота появились после оценки опыта боевого применения миноносцев типа «Новик» во время Первой мировой войны. В числе сильных сторон «Новиков» выделялись мощное на начало войны артиллерийское вооружение и относительно высокая скорость, однако постепенно это преимущество стало нивелироваться с появлением кораблей новых типов в Кайзерлихмарине. После образования СССР в командовании РККФ встал вопрос проведения полной модернизации флота, большая часть которого уже морально устарела. Соответственно, в марте 1925 года Оперативное управление штаба РККФ разработало тактический план, предполагавший использование новых так называемых «больших эсминцев» водоизмещением около 4000 т. Техническое задание этого проекта предусматривало скорость полного хода корабля около 40 узлов, дальность плавания экономическим ходом — 3000 морских миль, а также возможность установки двух трёхтрубных 533—584 мм торпедных аппаратов, четырёх двухтрубных 183-мм аппаратов, двух 102—127 мм артиллерийских орудий, а также способность взять на борт до 100 морских мин заграждения и 20 глубинных бомб. Предполагалось, что «большой эсминец» должен был выполнять роль флагмана звена эсминцев и быть достаточно сильным, чтобы выдержать даже боестолкновение с лёгким крейсером. По причине амбициозности этого проекта вскоре командованию флота стало очевидно, что подобная задача на текущий момент являлась непосильной для только начавшего восстановление советского судостроения, и основной упор в первом шестилетнем плане перевооружения был сделан на массовое производство сторожевых кораблей, торпедных катеров и подводных лодок.
В феврале 1929 года командование РККФ решило внести корректировки в судостроительный план, дополнив его тремя эсминцами для Черноморского флота, причём эти корабли планировались не для нанесения торпедных атак, прерогатива на которые была отдана торпедным катерам, а в качестве малого артиллерийского разведчика при эскадре, сочетающих в себе часть функций лёгких крейсеров. Данный тип эсминцев получил название «проект 1», был заложен в 1932 году и полностью реализован в 1934-м. Однако по причине длительного срока эскизного проектирования и строительства лидеров проекта 1, на которые суммарно было потрачено пять лет, к моменту завершения ходовых испытаний головного корабля «Ленинград» данный тип уже успел лишиться существенной части своих проектных преимуществ, став стандартным для флотов эсминцем, но с неоправданно завышенным водоизмещением по отношению к установленному на нём вооружении. Кроме того ход строительства этих судов выявил большие проблемы с технологическим обеспечением Ленинградского судостроительного завода, а также ошибки из-за неопытности новообразованных конструкторских бюро. В этой связи командование РККФ уже при закладке эсминцев проекта 1 приняло решение заказать одно судно класса лидеров в западных странах для изучения новейших технических решений.

### Тактико-техническое задание и выбор фирмы
Тактико-техническое задание на проектирование лидера эсминцев иностранного производства было разработано специалистами ЦКБС-1 под руководством В. А. Никитина, ранее ответственными за создание лидеров проекта 1. Это задание предусматривало, что полное водоизмещение судна не должно было превышать 3000 т, а его главные размерения должны были составить 137 м в длину, 13 м в ширину и 3,8 м в осадке. Запланированная мощность механизмов должна была составлять 115—120 тысяч л. с., а вероятная скорость хода 44,5 узлов при адмиралтейском коэффициенте C=160.
На основе этого документа начальник Технического управления военно-морских сил РККА А. К. Сивков в начале 1933 года попытался вступить в переговоры с представителями компаний Ansaldo и Cantieri Riuniti dell'Adriatico, которых он приглашал в Берлин, где находился в тот момент в рабочей командировке. Получив отказ через советское торговое представительство, Сивков по разрешению Москвы выехал в Италию, где был вынужден из-за «холодного приёма» привлечь к переговорам морского министра Джузеппе Сирианни, чтобы представители фирм всё же выдвинули свои предложения. Выяснилось, что обе компании готовы лишь составить эскизные проекты под водоизмещение 2500-3000 т и вооружение шестью 130-мм орудиями, что не входило в планы советской стороны, заинтересованной в первую очередь в технической реализации. В итоге основным результатом переговоров стало получение альбома перспективных разработок компании Ansaldo, в который входили две концепции лидеров эсминцев, отличавшиеся лишь числом орудий главного и вспомогательного калибров, расположенные в одинарных палубных установках (шесть 130-мм и два 76-мм в первом варианте; четыре 130-мм и три 100-мм — во втором). Эти проекты имели по две дымовые трубы, расположенные между ними полуангар и катапульту для двух гидросамолётов, а также два трёхтрубных торпедных аппарата на надстройках; водоизмещение составляло по 3250 т.

Лидер «Ле Фантаск», рассматривавшийся как один из вариантов реализации проекта 20И.

В 1934 году Главморпром также предпринял попытку поиска помощи в технических вопросах во Франции, с которой в тот момент наметилось политическое сближение. Переговоры с фирмами Ateliers et Chantiers de France и «Фиэ Лилль», в ходе которых предполагалась получить помощь на стадии проектирования и заказать постройку машинно-котельной установки на лидер, возглавил глава Главморпрома Р. А. Муклевич. За основу при проектировании кораблей французского проекта планировалось взять конструктивный облик французских лидеров типа «Ле Фантаск». Первоначально представители компаний выдвигали расчётную стоимость проекта в 3,8 миллионов рублей, однако во время продолжения переговоров в Ленинграде стоимость была увеличена до 4,35 миллионов, что совершенно не укладывалось в отведённую Управлением военно-морских сил сумму. По мнению Муклевича, увеличение контрактной стоимости было связано с получением французской стороной результатов ходовых испытаний лидеров «Ле Террибль» и «Ле Триомфан», из которых был сделан вывод о заведомом превышении контрактной скорости проекта лидера. При поддержке командующего Черноморским флотом В. М. Орлова Муклевич решил возобновить переговоры с итальянскими фирмами и направил докладную записку наркому обороны К. Е. Ворошилову, в которой заверил, что потенциальный итальянский проект по характеристикам выйдет «не хуже французского».
В 1935 году вновь состоялись переговоры с итальянскими судостроительными компаниями, на которые были приглашены представители Ansaldo, Cantieri Riuniti dell’Adriatico и Odero Terni Orlando. Непосредственные переговоры проводил военно-морской атташе в Италии Л. В. Анципо-Чикунский, который уже к апрелю сумел оговорить суммы предварительных соглашений на техническую помощь и поставку одного комплекта силовой установки для лидера. Odero Terni Orlando выставила цену в 19 миллионов лир, что стало наименьшей стоимостью работ по сравнению с конкурентами, и именно благодаря этому фактору советская делегация решила вступить с этой фирмой в более детальные переговоры. По их итогам, общая стоимость постройки лидера, поставки силовой установки и технической помощи в СССР для налаживания строительства кораблей того же проекта составила 54 миллиона лир.
Для ещё большей конкретизации заказа в мае 1935 года руководитель НИИ военного кораблестроения Н. В. Алякринский сформулировал окончательное техническое задание. Конструкция корабля должна была иметь эшелонное расположение машинно-котельной установки, два гребных винта, водоизмещение около 2600 т и обеспечивать скорость полного хода не менее 42 узлов. На новом лидере требовалось установить шесть 130-мм орудийных установок главного калибра, от двух до трёх 76-мм зенитных орудий, два трёхтрубных 533-мм торпедных аппарата с боезапасом из 6 торпед. Из вспомогательного оборудования предусматривалась установка прибора управления артиллерийским огнём, центральной наводки и катапульты для одного гидросамолёта-корректировщика. Задание было передано представителям всех трёх фирм, и после завершения расчётов вновь наименее затратным для советской стороны оказался предварительный проект Odero Terni Orlando, составивший 54,6 миллионов лир, что укладывалось в советскую предварительную смету. После получения принципиального согласия Ворошилова 8 августа 1935 года Муклевич и Орлов доложили о результатах переговоров председателю Совета труда и обороны В. М. Молотову, который также разрешил подписание контракта с Odero Terni Orlando.

### Подписание договора о строительстве
9 сентября 1935 года в Ленинграде был подписан договор с Odero Terni Orlando на проектирование и постройку в Италии «быстроходного разведчика», а также техническую поддержку на строительство корабля того же класса в СССР. Советская сторона была представлена директором НКТП «Судопроект» Л. С. Окорским, итальянская — директором-распорядителем Луиджи Орландо. Помимо указания всех важнейших характеристик нового корабля, в договоре было оговорено, что установка вооружения на лидер будет происходить уже на территории заказчика. Советская сторона наделялась правом назначения наблюдательной комиссии с правом свободного доступа на предприятие-изготовитель. Окончательная сумма по контракту составила 44 миллиона лир, половину из которой СССР предстояло выплатить во французских франках или фунтах стерлингов.
11 сентября того же года было выпущено постановление Совета труда и обороны, утверждавшее за проектом строительства лидера номер 20И и включавшее его в план 1936 года. Руководителями наблюдательной комиссии были назначены: от Главморпрома — А. С. Кассациер, от УВМС РККА — М. П. Бомзе. Помимо них в состав комиссии вошли конструкторы ЦКБС-1. 21 ноября 1935 года заместителем начальника морских сил РККА И. М. Лудри был направлен запрос в наркомфин с просьбой освободить импортный заказ на проект 20И, выданный гражданской структурой Главморпромом, от необходимости уплаты внутренней пошлины, которая должна была удвоить сумму проекта, ввиду того, что корабль предназначался для наркомата обороны, на заказы которого ввозные протекционистские пошлины не распространялись.
3 февраля 1936 года, на полмесяца раньше установленного в контракте срока, Odero Terni Orlando представила комиссии общий проект корабля, который рассматривался итальянской стороной как экспериментальный. 13 февраля полный пакет документации после согласования был доставлен в СССР для утверждения, а уже 25 февраля В. М. Орловым было подписано разрешение на начало строительства корабля.

## Постройка и перспективы развития проекта

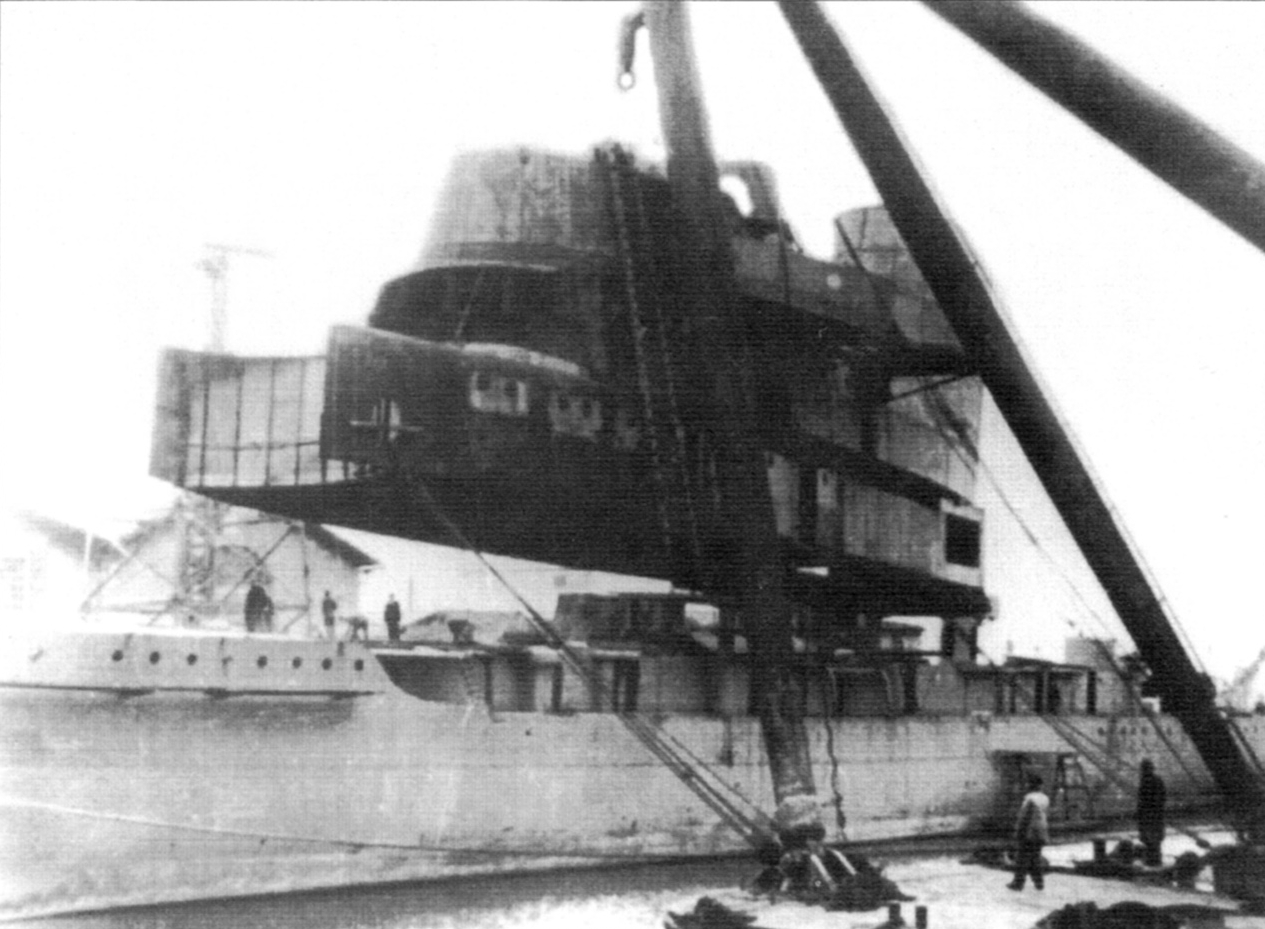
Монтаж надстроек на лидер «Ташкент» в Ливорно

26 июня 1936 года В. М. Орлов представил перспективную программу развития флота на период до 1947 года, согласно которой для избежания «излишнего разнообразия в строящихся кораблях» планировалось заложить ещё 11 кораблей по проекту 20И с водоизмещением 2790 т (4 для Тихоокеанского флота, 3 для Балтийского флота, 2 для Черноморского и 2 для Северного флота).
Закладка лидера состоялась 11 января 1937 года на стапеле в Ливорно. Строительство велось без каких-либо серьёзных происшествий, за исключением выбраковки роторов главных турбин силовой установки, что потребовало изменения срока передачи судна. В мае 1937 года новой датой предварительной сдачи было назначено 15 февраля 1938 года. Чуть ранее — 29 апреля того же года — постановлением наркома обороны Ворошилова кораблю было присвоено название — «Ташкент». Это имя лидер унаследовал от корабля Волжской военной флотилии (бывшего речного буксирного парохода № 7) периода Гражданской войны, погибшего в бою 5 сентября 1918 года.
Вскоре после закладки «Ташкента» было утверждено решение о постройке в СССР ещё трёх лидеров проекта 20И со сроками сдачи в 1938—1939 годах: два из них должны были быть заложены на судостроительном заводе № 190 им. А. А. Жданова в Ленинграде и один на судостроительном заводе № 198 в Николаеве. Подготовка к закладке двух первых лидеров велась полным ходом (один из них даже успел получить название — «Баку», причём одновременно с «Ташкентом»), однако во второй половине 1937 года поступил приказ об отмене строительства. Внезапный отказ от строительства серии по проекту 20И был вызван возникшими трудностями в переработке итальянских чертежей и различиями в технологии постройки, поставившими под сомнение получение заданных тактико-технических элементов. Кроме того по политическим соображениям итальянским специалистам было отказано в доступе на завод № 190, где планировалась закладка головного корабля серии, что также затрудняло взаимодействие с представителями фирмы. Помимо этого, было учтено мнение начальника Главного штаба ВМФ флагмана флота 2-го ранга Л. М. Галлера, считавшего, что вооружение лидеров проекта 20И не оправдывается их величиной и стоимостью.
В условиях осложнявшейся международной обстановки и ухудшения советско-итальянских отношений лидер «Ташкент» был спущен на воду уже 28 декабря 1937 года в недостроенном состоянии. Во время церемонии поднятия флага представитель Odero Terni Orlando закончил свою торжественную речь словами: «Да здравствует фашизм, да здравствует Муссолини!». Военпред и одновременно переводчик советской делегации А. К. Усыскин нашёлся и перевёл слова инженера как приветствие правительства Италии.

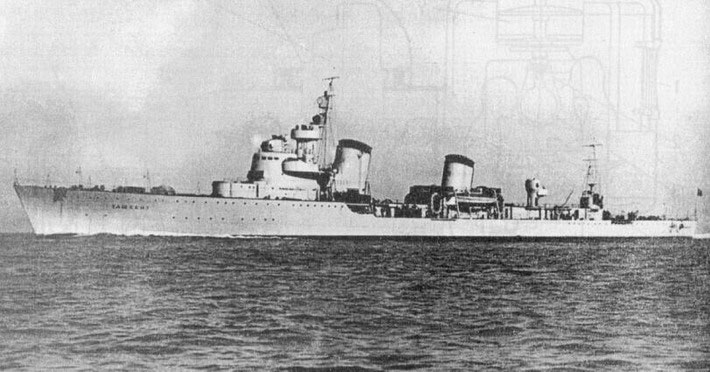
Лидер «Ташкент» на ходовых испытаниях

Окончательная достройка корабля затянулась практически ещё на один год. Первые ходовые испытания лидера состоялись 11 марта 1938 года близ Специи, в ходе которых при мощности 130 000 л. с. и водоизмещении 3422 т корабль развил скорость в 43,53 узла, что при пересчёте водоизмещения соответствовало контрактным обязательствам. Испытания экономическим ходом в течение 12 часов выявили расчётное превышение дальности плавания на 10 %, однако по причине того, что часть измерений была произведена с нарушениями контрактной методологии, фирма была вынуждена отказаться от причитавшейся ей премии. Тем не менее, эти результаты были замечены морским министерством Италии, которое вскоре выдало Odero Terni Orlando крупный заказ на строительство серии лёгких крейсеров типа «Капитани Романи».
Лишь в конце ноября 1938 года новый наркомвоенмор М. П. Фриновский смог доложить Комитету обороны о контрольных испытаниях машинно-котельной установки «Ташкента», а также о возможном приходе корабля в СССР к 15 декабря. Первоначально планировалось, что новый лидер должен быть переведён в Ленинград, однако из-за смещения сроков на зимний навигационный период, а также из-за последствий гражданской войны в Испании и захвата франкистами контроля над окрестностями Гибралтара корабль был зачислен в состав Черноморского флота. Нежелательным также было признано использование при переходе итальянской команды или администрации. После этого в Италию был направлен советский экипаж, который в феврале 1939 года возглавил капитан 2-го ранга Л. А. Владимирский.
Окончательной датой приёмных испытаний корабля стало 17 марта 1939 года. Поскольку при строительстве лидера Odero Terni Orlando были использованы неизвестные в СССР марки стали, состав приёмной комиссии был расширен главным металлургом Кировского завода Б. Г. Музруковым. Обязательная программа испытаний была полностью выполнена, и приёмный акт был подписан советской стороной уже на следующий день — 18 марта, после чего лидер начали готовить к переходу в Одессу. В качестве мер дезинформации лидер был замаскирован под пассажирский теплоход — между надстройками был натянут брезент с нарисованными иллюминаторами, а часть экипажа всё же составили итальянские моряки, обучавшие советскую команду. 6 мая корабль пришёл в Одессу, где совершил несколько пробных выходов с итальянской командой, после чего был направлен в Николаев для установки вооружения. В июне 1939 года командование лидером принял капитан 2-го ранга Е. Н. Жуков.

## Конструкция

### Корпус и компоновка

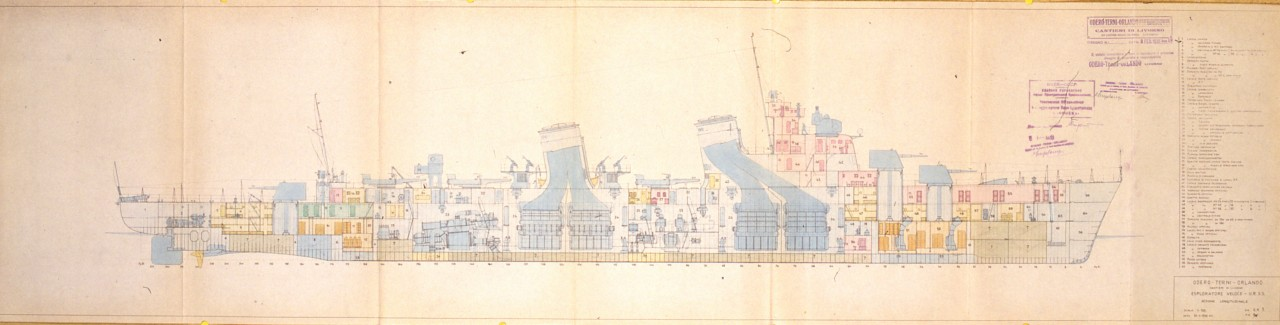
Лидер «Ташкент» в разрезе на чертежах Odero Terni Orlando

Корпус лидера имел общую длину 139,8 м, длину между перпендикулярами 133,3 м, ширину 13,7 м и был набран из 232 шпангоутов, что превышало размерения лидеров проекта 1. Общая компоновка была разделена на 15 водонепроницаемых отсеков, а обшивка была скреплена заклёпочным соединением. Средняя осадка судна составила 3,98 м при стандартном водоизмещении 2836 т, полное же водоизмещение — 4175 т.
Носовая надстройка корабля была обтекаемой формы и включала в себя ходовую рубку. Расположенные за ней две дымовые трубы были наклонены, что придало силуэту лидера очень динамичный облик, соответствующий его высоким скоростным характеристикам. Дополнительными средствами непотопляемости корабля являлись 13 установленных водоструйных эжекторов с общей производительностью 1100 т/ч. В конструкции лидера был предусмотрен закрытый штормовой коридор, позволявший команде перемещаться по всему судну без необходимости выхода на верхнюю палубу. Тем не менее в ходе одного из штормов было выявлено, что корпус корабля имеет сравнительно невысокую прочность. По мнению В. М. Орлова, конструкция кормы была «более лёгкой и жёсткой» по сравнению с проектом 1.
На лидере имелась крытая боевая платформа, которая по задумке служила для облегчения работы экипажа (хотя впоследствии В. Н. Ерошенко утверждал, что эта особенность препятствовала эффективному уклонению от воздушных атак). Рубка также была выполнена полностью закрытой для увеличения эффективности управления кораблём в тяжёлых погодных условиях и на большой скорости, однако эта часть конструкции также препятствовала эффективному наблюдению за действиями авиации противника. Часть вспомогательных механизмов была установлена под съемными крышками, что сделало машинное отделение более просторным и облегчило обслуживание всей энергетической установки. Погреба с боеприпасами располагались под бронированными башнями и содержали от 1000 до 1200 снарядов главного калибра.

### Энергетическая установка
На стадии проектирования оговаривалась установка двух турбозубчатых агрегатов общей мощностью 100 000 л. с. и четырёх котлов Ярроу. Однако в итоге итальянская сторона решила увеличить мощность свыше 100 000 л. с., чего можно было достичь только при максимальном облегчении машинно-котельной установки. Так как монополия на производство корабельных турбин в Италии принадлежала Ansaldo, являвшейся прямым конкурентом Odero Terni Orlando и отсеянной руководством РККА на предварительных переговорах, то на лидере установили британские турбины Парсонса. Средняя мощность на испытаниях составила 125 500 л. с. при частоте вращения 378 об/мин. Для увеличения боевой живучести на лишённом бронирования и противоторпедной защиты лидере расположение главной энергетической установки было выполнено по эшелонной схеме — с чередованием котельных и турбинных отделений. Под носовой надстройкой располагались две котельные, далее к корме находилось машинное отделение с турбиной, приводящей в движение правый гребной винт, затем ещё две котельные и машинное отделение под левый винт. Очевидным недостатком такого расположения являлась необходимость иметь очень длинные валопроводы при значительной общей протяжённости энергетической установки корабля, занимавшей около половины длины корпуса.
Максимальный запас топлива составил 1178 т. Корабль так же принимал на борт в 147 т котельной, 33 т питьевой воды и 54 тонн воды на бытовые нужды. На ходу 20 узлов корабль имел дальность 5030 морских миль, а при скорости 25 узлов — 2800 миль. Мощность двух установленных главных турбогенераторов составляла по 120 кВт, которые обеспечивали напряжение сети 115 В. Помимо них на корабле имелось ещё три аварийных дизель-генератора: два мощностью по 75 кВт и один — 18 кВт.

### Вооружение

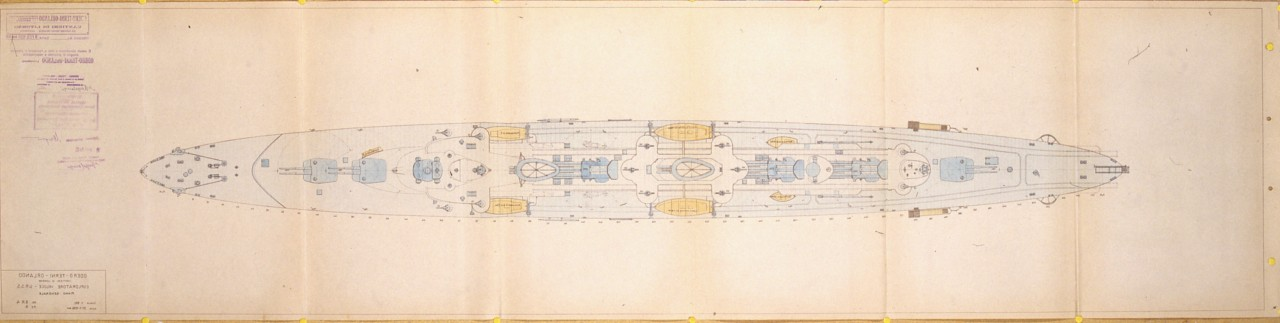
Расположение вооружения на верхней палубе лидера «Ташкент» по проектным чертежам Odero Terni Orlando

#### Артиллерийское вооружение

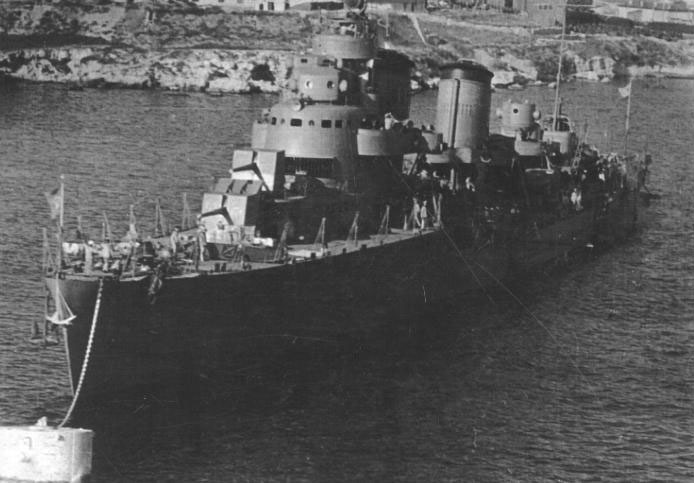
Лидер «Ташкент» с установленными орудиями Б-13

На стадии предварительного проектирования инженерами Odero Terni Orlando предлагалось оснастить лидер особыми двухорудийными башнями с единой люлькой для двух стволов, что существенно снижало габариты установки. Руководство ВМС отвергло это предложение, выбрав раздельные орудийные станки, но в дальнейшем в течение нескольких лет в документации к проектам лидеров подобная конструкция рассматривалась как вариант компоновки под названием «башня итальянского типа».
Ещё со стадии эскизного проекта предполагалось, что всё вооружение лидера будет советского производства. В качестве главного калибра на лидере было решено использовать три двухорудийные 130-мм установки, на роль которых предполагались системы Б-2ЛМ. Однако к моменту прибытия судна на установку вооружения в Николаев производство Б-2ЛМ только проходило наладку и сильно отставало от плана, поскольку в процессе проектирования были объединены два проекта башен Б-2Л и Б-2М, различавшиеся толщиной броневых плит. Вследствие этого в качестве временного вооружения на «Ташкент» были смонтированы одноорудийные 130-мм установки Б-13, которыми вооружались лидеры проекта 1, а также эсминцы проектов 7 и 7-У. В этот период в качестве альтернативы Б-2ЛМ стала рассматриваться перспективная двухорудийная установка Б-31, которая представляла собой башню с качающейся частью, в люльке которой должны были разместиться два орудия Б-13. Разработка этой установки велась специалистами АНИМИ и помимо «Ташкента» предполагала её использование на эсминцах проекта 45. Тем не менее, вскоре проектирование Б-31 было свёрнуто, а незадолго до начала войны на лидер всё же были установлены башни Б-2ЛМ. Первая башня главного калибра располагалась на палубе полубака, вторая — на первом уровне носовой надстройки. Кормовая башня была установлена на главной палубе. Прежде ни один лидер или эсминец РККФ не получал настолько же высокую огневую мощь, состоявшую из целых шести орудий главного калибра 130-мм.
Зенитное вооружение лидера состояло из шести 45-мм полуавтоматических универсальных пушек 21-К, расположенных на мостике вокруг второй дымовой трубы. Уже на момент установки на корабль данные орудия считались морально устаревшими. По причине высокой насыщенности наступательного вооружения создателям лидера не оставалось иного решения для размещения средств противовоздушной обороны, которые можно было уничтожить одним попаданием снаряда или авиабомбы. Её дополнением стали шесть 12,7-мм крупнокалиберных пулемётов ДШК: два из них размещались на кормовой части главной палубы за третьим торпедным аппаратом, два — на крыльях ходового мостика, и ещё два — на борту рядом с носовой надстройкой. В первой половине 1941 года пушки 21-К были заменены на 37-мм автоматические пушки 70-К, что, по свидетельству Ерошенко, являлось недостаточно эффективной мерой против новейших самолётов противника. В сентябре 1941 года по результатам первых боевых выходов к артиллерийскому вооружению лидера была добавлена двухорудийная 76-мм зенитная установка 39-К, снятая с недостроенного эсминца проекта 30 — «Огневой». Установку разместили на кормовой палубе, в районе кубриков № 4 и 5.

#### Минно-торпедное и противолодочное вооружение

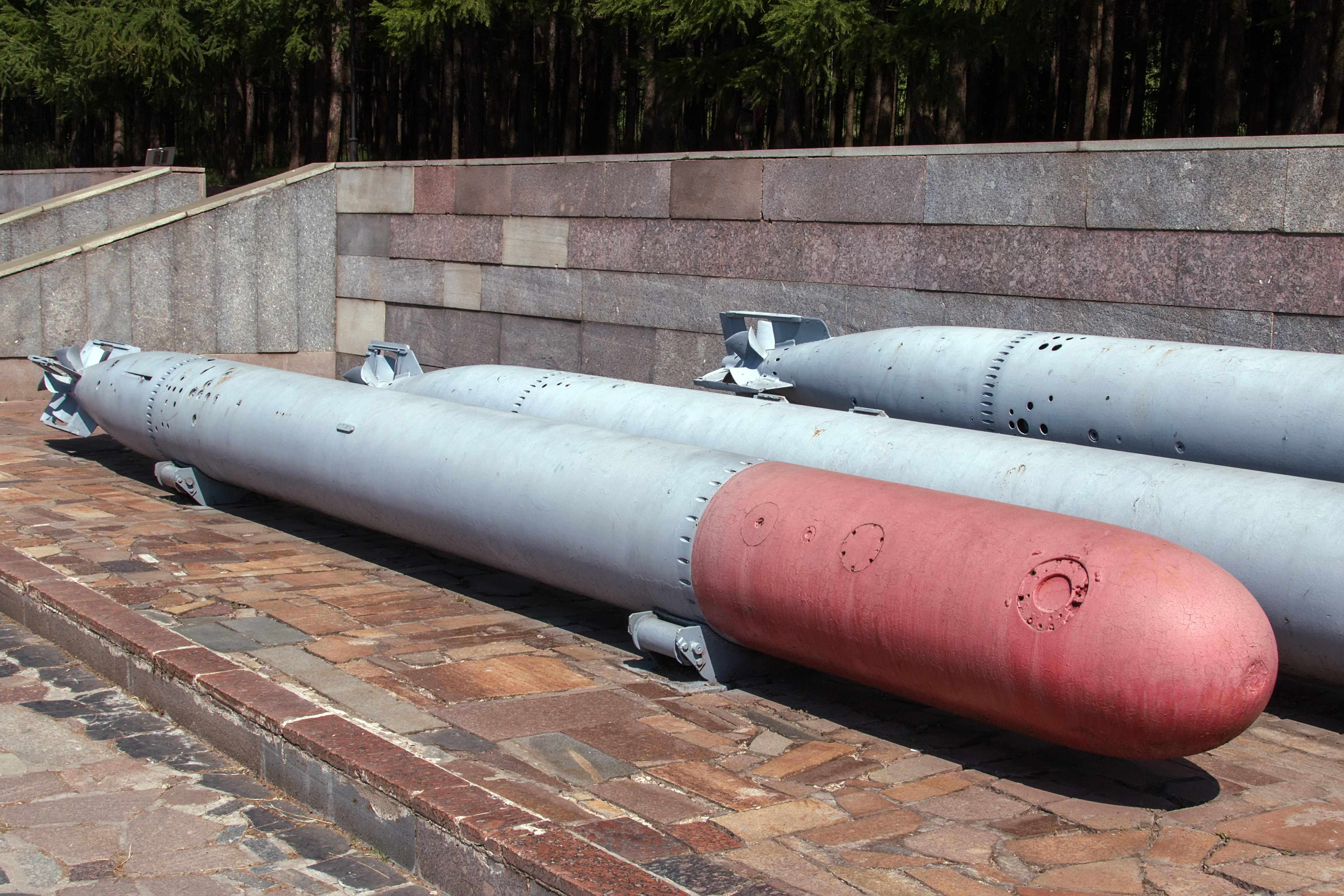
Парогазовые торпеды 53-38

На палубе средней надстройки лидера были установлены три трёхтрубных торпедных аппарата 39-Ю калибра 533 мм — один в промежутке между трубами, а два других в пространстве за кормовой башней. Боезапас торпед — 18 единиц парогазовых трёхрежимных торпед 53-38 (типов 53-38, 53-38У или 53-39). Скорость выхода торпеды составляла 15—16 м/с, а максимальная дальность хода — 10 тысяч метров на 30,5 узлах. Как и в случае артиллерийского вооружения, «Ташкент» стал наиболее мощным лидером советского флота — лидеры проекта 1 могли запускать одновременно лишь 8 торпед.
В качестве минного вооружения лидер мог взять до 110 мин заграждения образца 1931 года. Противолодочное вооружение судна состояло из двух кормовых рычажных бомбосбрасывателей для 20 малых глубинных бомб М-1 и для четырёх больших Б-1. В качестве средства противоминной борьбы на корабле имелся комплект параванов и два 90-см прожектора.

### Вспомогательные средства
На лидере «Ташкент» был установлен командно-дальномерный пост производства Officine Galileo, включавший приборы управления стрельбой и центральный автомат стрельбы. Аналогичные устройства ранее устанавливались на лидеры проекта 1, однако имели серьёзные недостатки: малую базу, большие габариты, повышенную сложность, низкое качество изготовления. Информация о цели предоставлялась станцией дуплексного типа с двумя дальномерами с оптической базой 4 м. Для кормовой башни использовался вспомогательный дальномер с базой 3 м. Для управления огнём зенитной артиллерии были установлены два дальномера ДМ-1,5 с оптической базой 1,5 м, поскольку закупленное ранее для лидеров проекта 1 аналогичное оборудование оказалось непригодным к использованию. Наведение торпедных аппаратов также осуществлялось с командно-дальномерного поста.
Противопожарные средства были представлены двумя турбонасосами с подачей 80 т/ч и одним электронасосом с подачей 40 т/ч (давление в магистрали — 16 кгс/см). Помимо них на судне размещались водоотливные эжекторы осушения: 8 с производительностью 10 т/ч, 1 — 30 т/ч, 3 — 80 т/ч, 4 — 100 т/ч и 4 — 150 т/ч, располагавшиеся по всем жизненно важным точкам корабля. В качестве спасательных средств на шлюпбалках размещались два моторных баркаса и две четырёхвёсельные шлюпки.

## История службы

### До Великой Отечественной войны
22 октября 1939 года в Одессе лидер эскадренных миноносцев «Ташкент» был зачислен в состав Черноморского флота (до этого времени корабль не имел официального распределения). В 1940 году судно проходило активные ходовые испытания, в ходе которых лидер совершал переходы между всеми основными черноморскими портами СССР. В феврале 1941 года произошла очередная смена командира — на место Е. Н. Жукова был назначен капитан 3 ранга В. Н. Ерошенко.
В это же самое время лидер прибыл на завод № 198 в Николаеве для установки штатного вооружения взамен временным установкам Б-13. Полигонные испытания установки Б-2ЛМ были проведены лишь в мае того же года, и потому башни главного калибра были окончательно смонтированы лишь в начале июля. Сама установленная башня отличалась от будущих серийных образцов и была выполнена специально под «Ташкент» — данная установка получила код Б-2ЛМ-И. Также была произведена замена полуавтоматическим 45-мм пушек 21-К на 37-мм автоматические пушки 70-К. По воспоминаниям Ерошенко, эти зенитные орудия уже в то время вызывали сомнения у командирского состава, а позже показали себя малоэффективными в борьбе с современными самолётами. Дополнительно от погодных воздействий была укреплена зенитная батарея корабля, расположенная вокруг второй трубы. Испытания нового вооружения проходили в Севастополе по май месяц включительно. На корабле был сохранён голубой защитный цвет ВМФ Италии, который командование решило сравнить по эффективности с применявшейся в ВМФ СССР шаровой краской. По этой причине местное гражданское население дало лидеру прозвище — «Голубой крейсер».

### Боевая служба в 1941 году

#### Июнь—август

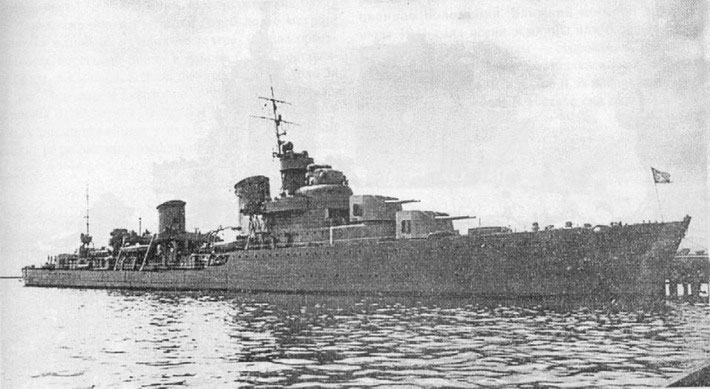
Лидер «Ташкент» в 1941 году после модернизации вооружения

В середине июня 1941 года «Ташкент» вновь находился на заводе в Николаеве, где проводилось его обслуживание. В ночь на 22 июня корабль был выведен из дока, однако в течение месяца лидер так и не покидал Николаев. В это же время «Ташкент» был включён в состав второго дивизиона эсминцев эскадры, укомплектованного на тот момент из шести миноносцев проекта 7. Разрешение на переход в Севастополь было получено лишь в середине июля, однако во время попытки выхода в море корабль попал в сильный шквал, из-за чего был вынужден стать на якорь на фарватере Южного Буга. Во время перехода лидер впервые вступил в бой с немецкими самолётами, а непосредственно перед входом в бухту Севастополя в темноте на одном из параванов была обнаружена фарватерная веха, которая была по ошибке принята за мину.
В Севастополе «Ташкент» был вновь поставлен в док, на сей раз для покраски корпуса и проверки подводной арматуры. В качестве дополнительного средства противоминной борьбы было установлено размагничивающее устройство, поскольку вокруг главной базы Черноморского флота появились заграждения с магнитными минами. Для обучения только что укомплектованного экипажа лидер в тот период выходил в море для проведения учебных контрольных испытаний, в ходе которых был выявлен сильный перегрев упорного подшипника второй машины. При вскрытии устройства в масляной магистрали был обнаружен цельный свёрнутый лист картона, что было списано на акт диверсии.
19 августа «Ташкент» в первый и последний раз за свою боевую службу был использован в роли лидера дивизиона эсминцев и вышел на боевое патрулирование западной части Чёрного моря, где была поставлена задача искать и уничтожать военные корабли и транспортные суда противника. Вместе с эсминцами «Бодрый», «Беспощадный» и «Бдительный» лидер в течение четырёх дней не обнаружил ни одного корабля и 22 августа получил задание оказать артиллерийскую поддержку частям, оборонявшим Одессу. С дистанции 90 кабельтовых кораблями группы было выпущено 450 фугасных 130-мм снарядов, после чего в полном составе она покинула район стрельб и ушла полным ходом в Севастополь. 12 членов экипажа «Ташкента» в тот день ушли добровольцами в 1-й Морской полк для защиты Одессы.

#### 29—31 августа 1941 года
Ранним утром 29 августа 1941 года «Ташкент» вошёл в порт Одессы в составе эскортной группы кораблей, включавшей помимо лидера крейсер «Червона Украина» и эсминцы «Шаумян», «Фрунзе» и «Смышлёный», а также ряд более мелких судов. Целью этого соединения было сопровождение перехода транспорта «Абхазия» и танкера «Москва». После прибытия боевые корабли остались на внешнем рейде города и начали артиллерийский обстрел войск противника в районе деревень Ильинка, Чабанка, Новая Дофиновка и Гильдендорф. На борт лидера для наблюдения за стрельбами прибыл контр-адмирал Д. Д. Вдовиченко, командовавший в тот момент отрядом корабельной поддержки. В 16:00 того дня артиллеристами «Ташкента» началось подавление береговой артиллерийской батареи, которая вела огонь по эсминцу «Фрунзе». В 16:34 немецким частям удалось провести пристрелку по лидеру, создав вилку, из-за чего корабль был вынужден начать активное маневрирование. В 17:03 батарея была подавлена совместными усилиями кораблей эскорта — всего за бой на «Ташкенте» было израсходовано 97 снарядов, стрельба которыми производилась четырёхорудийными залпами. После завершения этого боя корабль вошёл в порт Одессы и ошвартовался к причалу холодильника.
30 августа лидеру была поставлена новая боевая задача — уничтожение 152-мм батареи на востоке от Новой Дофиновки. Одновременно с «Ташкентом» на рейд вышли «Червона Украина», эсминец «Дзержинский», а также канонерские лодки «Красная Грузия» и «Красная Армения». Во время стрельбы лидер маневрировал на скорости около 6 узлов вдоль внешнего рейда Одессы, причём в действии находились только два котла из четырёх, которые на экономическом ходе главных турбин могли обеспечить развитие хода до 24 узлов, что существенно снижало маневренность судна в случае прямой угрозы. В 15:42 отделение сигнальщиков доложило Ерошенко о появлении в небе трёх самолётов противника, а уже в 15:45 начался полноценный авианалёт на корабль. С высоты порядка 4000 м на судно было сброшено двенадцать 250 кг авиабомб, от прямых попаданий которых корабль сумел с трудом уклониться. Тем не менее от близкого разрыва бомбы по правому борту произошёл гидравлический удар между корпусом и местом выхода гребного вала, от чего корабль резко отбросило влево и на палубу выбросило большое количество забортной воды. В результате этих повреждений на судне отключилось освещение, перестала действовать рулевая машина и постепенно начал расти дифферент на корму. Из-за пробоины в районе 192—205 шпангоута оказались затоплены кубрики № 3 и 4, а на полубаке появился поперечный гофр, который в случае увеличения деформации мог привести к надлому корпуса. Среди членов экипажа два машиниста-турбиниста были убиты, один пропал без вести , а ещё 7 моряков получили ранения (4 — тяжёлые и 3 — лёгкие) . В случае продолжения воздушного налёта из-за невозможности маневрирования корабль находился под прямой угрозой уничтожения, однако авиагруппа улетела в противоположном направлении.
В ходе борьбы за живучесть судна, которую преимущественно вели моряки электромеханической боевой части, вскоре удалось восстановить питание рулевой машины, переключив её на левый телемотор, и перенести командный пункт на запасной, расположенный на кормовом мостике. После восстановления нормативного давления пара в котлах были запущены эжекторы для осушения погреба № 3, однако из-за сильных повреждений переборки в районе 176 шпангоута уровень воды не снижался ниже половины высоты. По приказанию командира БЧ-5 были укреплены переборки в дизель-генераторном, румпельном и кормовом машинном отделении, а также в помещении коридора валов. После доклада о состоянии корабля Ерошенко принял решение завершить обстрел позиций противника и следовать в Одессу самостоятельно — лидеру удалось развить скорость в 12 узлов, и к 17:30 он прибыл к Воронцовскому маяку.
Из порта Одессы к «Ташкенту» немедленно был направлен водолазный бот спасательного отряда, экипаж которого приступил к подводному осмотру лидера. По итогам работ было доложено, что рули, валопроводы и гребные винты не получили повреждений, но в обшивке правого борта имелась пробоина 2,0×4,0 м, а палуба кубрика № 4 оказалась поднята на половину высоты и частично разорвана. В это же время экипаж корабля провёл на юте митинг в память о погибших. После оценки повреждений корабля было принято решение о том, что из-за ограниченности ремонтных возможностей доков одесской ВМБ лидер должен быть экстренно подготовлен к межбазовому переходу в Севастополь на Севморзавод. Для этого были укреплены старые подпоры переборок и установлено несколько новых, были с трудом запущены кормовая и носовая турбины при увеличенной мощности валопровода, окончательно исправлено рулевое управление и установлено наблюдение за солёностью воды в цистернах. Разрешение на переход было отдано лично командующим оборонительным районом контр-адмиралом Г. В. Жуковым, после чего в 23:10 того же дня с помощью портовых буксиров «Ташкент» был выведен на внешний рейд и в сопровождении эсминца «Смышлёный» и нескольких катеров взял курс на Севастополь.
Из-за фосфоресцирующей кильватерной струи конвой вскоре был обнаружен немецкими самолётами, однако своевременно поставленная дымовая завеса позволила группе оторваться от преследования. 31 августа был обнаружен перегрев дейдвудных сальников и скорость хода была последовательно уменьшена с 12 до 10, а потом и до 6 узлов, после чего к сальникам было подведено дополнительное охлаждение. Кроме того было обнаружено увеличение солёности воды в тёплых ящиках. Днём в тот день было осуществлено дополнительное прикрытие конвоя с воздуха за счёт самолётов с аэродромов Крыма, и в 20:09 корабль благополучно вошёл на внутренний рейд Севастополя.

#### Ремонт
После постановки корабля в док открылась полная картина повреждений — пробоина на правом борту протянулась от мортиры до кронштейна гребного вала, киль оказался перебит и вогнут внутрь почти на 500 мм. Ширина гофра на палубе составила 300 мм, причём корабль касался нижней части дорожки лишь средней частью, а нос был приподнят. В междудонных отсеках оказались разрушены все продольные и поперечные переборки; всё оборудование кубриков № 4 и 5 подлежало замене. На лапах левого кронштейна были обнаружены поперечные трещины, были повреждены магистрали и нефтецистерны № 62 и 63. Следы разрушения имелись на швартовом шпиле и барабане носового шпиля, полностью вышел из строя электропривод кормового шпиля. Многие заклёпки и швы обшивки корпуса оказались ослаблены и создавали локальные течи. Несмотря на это, основные механизмы корабля оказались целыми либо получили незначительные повреждения.
По меркам мирного времени нормативный ремонт судна в таком состоянии должен был занять не менее 5 месяцев. Начальник ремонтного отделения С. Н. Ставровский предложил план восстановительных работ, предусматривавший отделение кормы в месте перелома, которую предстояло отцентровать, выправить линии валов, а после вновь соединить обе части корпуса. Однако инженер П. И. Криницкий выдвинул альтернативный вариант ремонта, согласно которому в доке требовалось поднять корму домкратами и производить устранение дефектов сразу по месту, без разделения корпуса, снятия гребных винтов и валопроводов, что давало существенный выигрыш по времени — работы ориентировочно могли быть завершены уже через 45 суток. По результатам заседания специальной комиссии КПА УК ВМФ был принят план работ Криницкого.
Для восстановления корабля было выделено около 100 рабочих, а для возможности проведения сварочных работ в ночное время корма была укрыта брезентом в целях светомаскировки — работы велись беспрерывно, сменами по 30—40 часов. После установки кормы на домкраты была проведена центровка, в результате которой гребные валы удалось полностью провернуть. Сами валы было решено не перезаливать, а наплавить в них металл с помощью горелок, однако итальянский сплав содержал примеси, мешавшие скреплению материала с баббитом советского производства. В итоге, был изменён режим обработки металла, дабы исключить расслаивание. Были заменены подпалубные карлингсы и повреждённые переборки, выправлены шпангоуты по наружной обшивке и заделаны пробоины с помощью установки новых листов. В процессе ремонта на корме лидера была смонтирована двухорудийная зенитная 76-мм зенитная установка 39-К, которая была подключена к итальянской системе управления огнём. Был заменён повреждённый дизель-генератор.

#### Возвращение в строй
10 октября «Ташкент» был выведен из сухого дока, а оставшиеся работы производились уже наплаву в Южной бухте. За три недели до этого 21 сентября капитан Ерошенко, принявший во временное командование эсминец «Фрунзе», получил ранение в ходе авианалёта, но уже в октябре недолеченным был вновь направлен на лидер для подготовки его к переходу на Кавказ. Из-за захвата крымских аэродромов противником возникла серьёзная угроза уничтожения Севастопольской ВМБ, и в ночь на 1 ноября, проведя импровизированные ходовые испытания после ремонта, вместе с отрядом основных сил Черноморского флота вышел по направлению в Поти. После прибытия «Ташкент» был практически незамедлительно переведён для постоянного базирования в Батуми. 19 ноября, взяв на борт груз боеприпасов, корабль вышел в Севастополь, а уже 21 ноября проводил стрельбы по местам сосредоточения наземных сил противника в районе посёлков Кача, Голюмбей, Тас-Тепе. После разгрузки в тот же день лидер забрал в порту группу эвакуируемых и раненых и отбыл 22 ноября вновь в Батуми.
С 25 по 29 ноября «Ташкент» вместе с эсминцами «Сообразительный» и «Способный» выполнял конвоирование от Батуми к Босфору ледокола «Анастас Микоян», танкеров «Туапсе», «Сахалин» и «Варлаам Аванесов», которые по приказу ГКО должны были прорваться через проливы Эгейского и Средиземного моря на Дальний Восток. Переход проходил в условиях шторма, что привело к появлению трещины в настиле верхней палубы по обоим бортам в районе миделя. Сопроводив гражданские суда до турецких территориальных вод, лидер на остатках топлива вернулся в порт Туапсе . После дозаправки «Ташкент» перешёл в Новороссийск, где в течение двух недель на нём был проведён аварийно-боевой ремонт.
С 17 декабря корабль вновь оказался задействован в доставке вооружений и подкрепления в осаждённый Севастополь. В Поти в кубрики лидера было загружено содержимое около 30 железнодорожных вагонов боеприпасов, при условии имевшейся уже 700 т эксплуатационной перегрузки. Во время перехода «Ташкент» попал в шторм — нос судна не смог подняться на волну и принял удар, вследствие чего стойки волнолома продавили палубу около первого кубрика. Оперативные действия аварийной бригады сумели частично ликвидировать течь, которые позже были заделаны на базе. С 22 по 24 декабря лидер оказывал огневую поддержку действиям Приморской армии в районе Мекензиевых гор, Чоргуна и села Шедли. До конца года лидер успел сделать ещё два рейса из Поти в Севастополь, которые состоялись 27 и 29 декабря.

### 1942 год — оборона Севастополя
Новый 1942 год лидер встретил в конвое, который эскортировал в Севастополь крейсер «Молотов» и транспорты «Абхазия» и «Белосток» с частями 386-й стрелковой дивизии. 2 января вместе с эсминцем «Безупречный» корабль оказывал поддержку гарнизону, ведя огонь по аэродрому Бельбек и прилегающим объектам. Следующий рейс для снабжения осаждённого города состоялся уже 5—6 января, во время которого «Ташкент» и «Молотов» вновь обстреливали немецкие позиции в районе Макензиевых гор. После этого лидеру была поставлена задача высадить десант в районе Евпатории, который должен был прийти на помощь морпехам, с 5 января контролировавшим порт и южную часть города. Днём ранее с этим же приказом не удалось справиться группе во главе с эсминцем «Смышлёный», которой помешал сильный шторм и мощная работа артиллерии противника. Однако эта миссия оказалась непосильна и «Ташкенту» — в условиях семибалльного шторма корабль был не способен эффективно противостоять танковому обстрелу с берега, кроме того из сообщений разведки было выяснено, что десант в городе уже практически разбит и представляет собой лишь разрозненные группы. Ерошенко, который был назначен командиром операции, принял решение вернуться в Севастополь и сохранить боеспособное подкрепление. Ещё несколько дней «Ташкент» пробыл в Севастополе и, после того как полностью израсходовал свой боезапас, ушёл 15 января в Новороссийск.
30 января лидер отконвоировал в Севастополь транспорт «Пестель» с группой бойцов маршевых рот, после чего совместно с лидером «Харьков» в течение двух дней вёл обстрел из пределов городской бухты. После этого корабли возвратились в порт Батуми, где на «Ташкенте» был проведён плановый ремонт основных механизмов и котлов, длившийся три недели.
В это время командование Крымского фронта готовилось к контрнаступлению, намеченному на 27 февраля. В связи с этим отремонтированный лидер в ночь 26 февраля совместно с эсминцами «Бдительный» и «Бойкий» совершил ночной огневой налёт в районе Феодосии, который совмещался с задачей обеспечения перехода подводных лодок к побережью Крыма. На следующий день налёт был повторён — на сей раз к нему присоединился линкор «Парижская коммуна». Стрельбы проводились по площадям, поскольку отсутствовали точные данные разведки о диспозиции соединений и укреплений противника. 28 февраля аналогичный налёт был проведён близ Старого Крыма и Отуза. Подобная тактика с использованием ночных налётов для затруднения действия господствовавшей авиации противника была продолжена и в марте — так, 11 и 12 марта были обстреляны окрестности станции Айвазовская и некоторые населённые пункты близ Феодосийского залива. 14 и 15 марта таким образом лидером оказывалась поддержка приморскому флангу фронта, затем 21 и 22 марта он принял участие в налётах, возглавляемых «Парижской коммуной», по району Владиславовки, Новомихайловки и Корокеля. В последней из этих операций «Ташкент» израсходовал 218 снарядов главного калибра.
29 марта совместно с эсминцами «Незаможник» и «Шаумян» лидер привёл в порт Севастополя транспорт «Сванетия» с 685 т груза и пополнением. 1 апреля в осаждённый город на «Ташкенте» были доставлены начштаб флота контр-адмирал И. Д. Елисеев и дивизионный комиссар Н. М. Кулаков, которым предстояло руководить обороной базы флота. 3 апреля совместно с лёгким крейсером «Ворошилов» лидер вышел из Новороссийска для обстрела немецких позиций у Феодосии, однако уже вскоре на «Ташкенте» было получено сообщение о катастрофе эсминца «Шаумян», который в условиях снежной бури был выброшен на мель в районе мыса Тонкий, близ Геленджика. Лидер попытался оказать помощь потерпевшему крушение кораблю, однако по приказу начштаба Новороссийкой базы капитана 1-го ранга Г. Н. Холостякова был отправлен на выполнение первоначальной боевой задачи. После возвращения «Ташкент» был направлен на профилактический ремонт в порт Батуми.
Следующий рейс в Севастополь лидер совершил только 29 апреля. 8 мая немецкие войска в ходе операции «Охота на дроф» прорвали оборону советских войск и перешли в наступление на Керчь. С 9 по 11 мая «Ташкент» участвовал в ночных обстрелах позиций противника в районе Таш-Алчина, однако эффективность стрельбы из-за тумана оказалась незначительной. С 12 по 14 мая совместно с лидером «Харьков» обстрел побережья был продолжен. После возвращения на базу «Ташкент» был направлен с партией груза и пополнением в Севастополь. С 17 по 25 мая лидер успел выполнить три успешных рейса из Новороссийска в осаждённый город, которые производились в тёмное время суток на маршевой скорости в 40 узлов. 28 мая «Ташкент» привёл в Севастополь под конвоем транспорт «Грузия», а 2 июня — транспорт «Абхазия». Следующий рейс состоялся уже 6 июня — на полуостров доставлялись подкрепления и боеприпасы, а обратно из Севастополя вывозились раненые и эвакуируемые. Постоянная работа на критических нагрузках не могла не сказаться на механизмах судна, и во время последнего перехода у одного из паровых котлов прогорел железный кожух, что заставило старшину 2-й статьи Н. Кудрявцева залезть в аппарат и заложить его задний фронт асбестом. После этой операции котёл удалось вновь запустить, и корабль успешно вернулся в Новороссийск, однако по приказу командования лидер был переведён в Батуми на планово-предупредительный ремонт.
17 июня Ерошенко получил приказ прервать ремонт, выдвинулся на помощь лидеру «Харьков», получившему повреждения, и успешно сопроводил его до базы. 19 июня в Севастополе немцы прорвались к Северной бухте Севастополя, что существенно осложнило доставку грузов в город, но 21 июня совместно с эсминцем «Безупречный» «Ташкент» совершил рейс и выгрузил свой груз в Камышовой бухте. Следующий рейс состоялся 24 июня и завершился также благополучно, но во время рейса 26 июня шедший первым «Безупречный» стал жертвой авианалёта в 40 милях от мыса Аю-Даг. Через 30-40 минут к месту затопления подошёл «Ташкент», но сам был атакован авиацией, от разрывов бомб гибли люди в воде. По приказу И. Д. Елисеева, Ерошенко вынужден был продолжить движение в Севастополь сбросив спасательные круги и не принимать на борт моряков с уничтоженного эсминца. В . Близ мыса Фиолент «Ташкент» был атакован итальянскими торпедными катерами, но сумел избежать попадания торпед. В 23:15 того же дня лидер прибыл в Камышовую бухту. В этом рейсе «Ташкент» доставил в Севастополь 944 бойца пополнения, 4 артиллерийских орудия с боеприпасом к ним, 760 винтовок и 125 автоматов ППШ, 20 тонн боеприпасов, 26 тонн продовольствия и 4,5 тонн прочих грузов.

### Последний бой

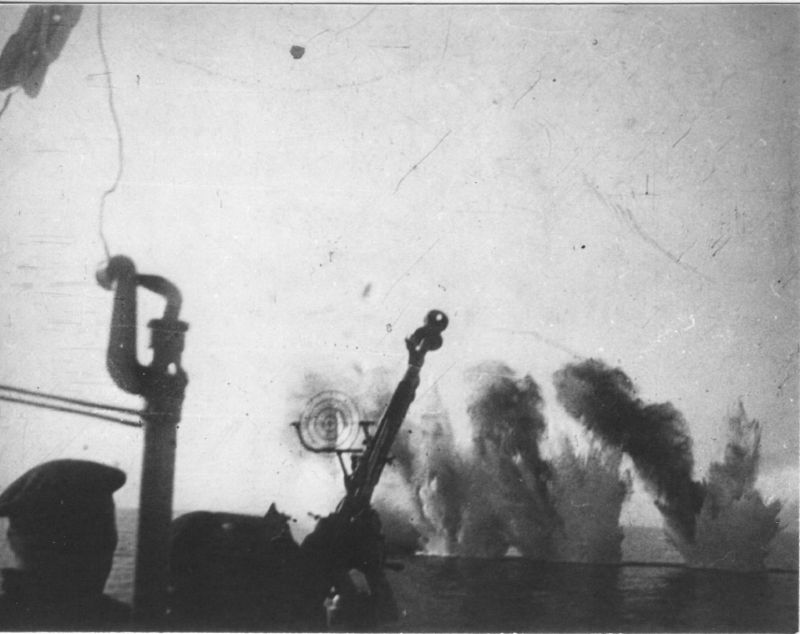
Расчёт зенитного пулемёта ДШК лидера «Ташкент» ведёт бой 27 июня 1942 года

В 1:50 ночи 27 июня 1942 года, приняв на борт свыше 2100 человек, среди которых находился писатель Е. П. Петров, а также уцелевшие части полотна Ф. А. Рубо «Оборона Севастополя 1854—1855 гг.», лидер вышел задним ходом, с трудом маневрируя из-за встречного ветра, из Камышовой бухты. Перегруженный корабль сумел развить скорость порядка 33 узлов и в 2:15 лёг на курс в порт Новороссийска. Водоизмещение судна в тот момент равнялось 3800 т при осадке в 4,2 м. К рассвету «Ташкент» уже находился в 28 милях от мыса Ай-Тодор и в промежуток с 4:30 до 5:02 утра был обнаружен самолётом-разведчиком противника. Поскольку на тот момент полевые аэродромы Крыма уже использовались самолётами Люфтваффе, немецкий авианалёт был неизбежен, вследствие чего Ерошенко послал донесение начштабу флота И. Д. Елисееву и, облачившись в парадный китель, объявил боевую тревогу.
В промежуток с 4:45 до 5:30 утра начались налёты пикирующих бомбардировщиков Junkers Ju 87 и Ju 88 76-й бомбардировочной эскадры, которые повторялись каждые 5—10 минут с кормовых курсовых углов. Из-за того, что треть боезапаса была израсходована на пути в Севастополь, зенитный огонь осуществлялся только по непосредственно атакующим самолётам, причём первой атаковала противника четвёртая башня, затем 37-мм автоматические пушки, а при максимальном сближении — пулемёты. В ходе боя было обнаружено, что у одного из зенитных автоматов стёрлась нарезка ствола, из-за чего ствол, прямо во время боя, заменили на запасной. Атакуя парами, бомбардировщики перед заходом на пикирование расходились, чтобы провести атаку одновременно с двух бортов и снизить концентрацию зенитного огня. Из-за подобной тактики противника Ерошенко был вынужден усиленно маневрировать, часто врезаясь в водяные столбы от разрывов бомб, от чего все люди на палубе и мостике оказались мокрыми с головы до ног.
Вскоре от близких кормовых разрывов в положении 21° на правый борт заклинило судовой руль, а пробоина на левом борту вызвала затопление румпельного отделения. Для сохранения возможности маневрирования Ерошенко приказал снизить обороты главных турбин, переключившись на управление судном через изменение оборотов машин. Одновременно с этим группа моряков устраняла причину блокировки руля, которой оказался сорванный взрывом гаечный ключ — после его извлечения руль удалось вернуть в диаметральную плоскость. Тем временем в Новороссийске по приказанию Елисеева экипажи эсминцев «Бдительный» и «Сообразительный» начали готовиться к экстренному выходу в море на помощь «Ташкенту». Вслед за ними были подняты по тревоге несколько сторожевых и торпедных катеров, а в Анапе — спасательное судно «Юпитер».
Через 40 минут после начала боя несколько авиабомб нанесли повреждения с правого борта в районе котельного отделения. В результате через повреждённую переборку на 75-м шпангоуте во второе котельное отделение начала поступать забортная вода, а первое оказалось затоплено, и давление в его котле упало до нуля. Возникла угроза взрыва котла, но нескольким морякам удалось вовремя потушить их и стравить пар, но, получив тяжёлые ожоги, они не смогли выбраться из затопленного помещения и погибли. Спустя пять минут началось падение давления во втором котле, а после вода стала поступать на центральный артиллерийский пост, во второй артиллерийский погреб и кубрик № 3. Скорость лидера упала до 20 узлов, и для увеличения хода турбины носового эшелона были вынужденно подключены к кормовым котлам. Затопление корабля продолжалось, и вскоре во втором котельном отделении вахтенные погасили форсунки и покинули свой пост. В строю осталось только два носовых котла, которые из-за нарушения герметичности также стали наполняться забортной водой, часть вспомогательных механизмов и вовсе уже функционировала в затопленном состоянии, однако «Ташкенту» удалось продолжить движение.
Продолжавшийся бой с самолётами противника спустя некоторое время привёл к повреждениям наружной обшивки уже в носовой части, дифферент достиг 2,5° на нос. В качестве мер борьбы за живучесть судна пассажиры были переведены с полубака на ют, продолжилась локализация распространения воды и её откачка эжекторами. Образовавшуюся трещину на верхней палубе от 71 до 75 шпангоута экипаж заделал матрацами и запустил дизель-генераторы, однако скорость судна упала до 13 узлов. Несмотря на всю серьёзность положения, прямых попаданий по-прежнему удавалось избежать, хотя одна авиабомба сумела по касательной упасть в районе левого якоря, но не разорвалась. За борт для облегчения корабля были выброшены различные вспомогательные устройства, и началась подготовка к сбросу торпед и якорей. Тем не менее несмотря на все усилия экипажа дифферент на нос продолжал увеличиваться и лишь благодаря штилю затопление протекало относительно медленно, что позволяло кораблю продолжать движение. Сложившаяся ситуация требовала решительных действий, и командир БЧ—1 с согласия Ерошенко приказал провести контрзатопление пустых топливных цистерн и некоторых погребов. Спустя 15 минут положение лидера удалось стабилизировать, но главные источники поступления воды так и не были ликвидированы.
Всего за этот бой на «Ташкент» было сброшено 336 авиабомб, а в авианалёте приняло участие от 86 до 96 немецких бомбардировщиков. На основе событий этого рейса в 1974 году режиссёром В. Г. Лысенко был снят художественный фильм «Следую своим курсом».

### Угроза затопления

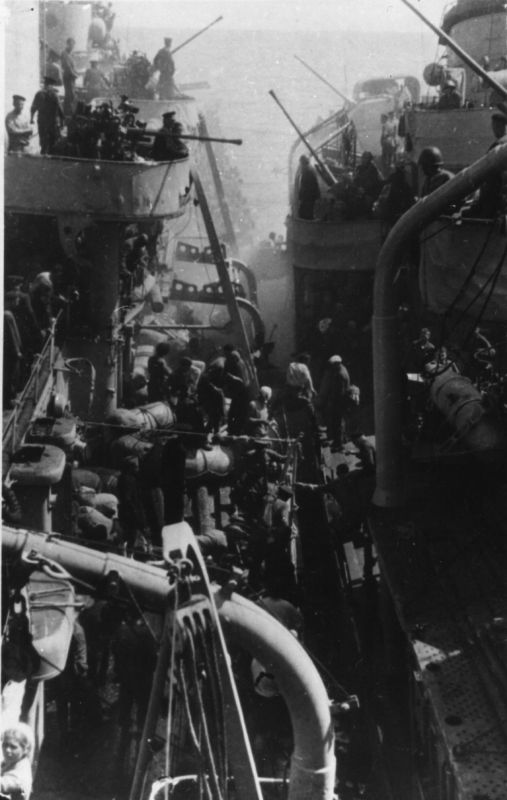
Эвакуированные из Севастополя переходят с повреждённого лидера «Ташкент» на эсминец «Сообразительный»

К 8:30 лидер находился в 40 милях южнее мыса Такиль и продолжал движение в сторону Новороссийска со скоростью 12 узлов. Боезапас зенитного вооружения был полностью израсходован — каждое из орудий произвело по тысяче выстрелов. В 9:15 в воздухе появилось несколько фронтовых бомбардировщиков Пе-2, которым удалось разогнать последние самолёты противника. После прекращения ударов с воздуха на лидере был произведён осмотр полученных повреждений, который выполнил командир отделения водолазов. Было установлено, что корабль получил две большие пробоины в обшивке правого борта ниже ватерлинии и принял в себя чуть более 1900 т забортной воды, из которых 200 т были результатом контрзатопления. Запас плавучести был потерян на 45 %, в строю находились лишь механизмы кормового эшелона, но «Ташкент» вновь смог продолжить движение со скоростью 12 узлов.
Около 9:50 на корабль в сопровождении торпедного катера прибыли командующий эскадрой вице-адмирал Л. А. Владимирский и замполит В. И. Сёмин, которые объявили Ерошенко о присвоении звания капитана 2 ранга. Вскоре к «Ташкенту» подошёл эсминец «Сообразительный» и ошвартовался лагом к лидеру. За 22 минуты на эсминец перешли 1975 человек, включая раненых моряков «Ташкента», а на лидер была передана часть зенитного боезапаса, шланги для осушения и имевшееся аварийное имущество. Оставшихся пассажиров позже приняли к себе на борт подоспевшие сторожевые катера № 014, 084, 036, после чего убыли в Новороссийск в сопровождении эсминца.
В районе 15:00 эсминец «Бдительный» взял «Ташкент» на буксир, но из-за большого дифферента на нос буксирный трос не выдержал и лопнул. В результате, было решено буксировать лидер кормой вперёд, причём параллельно лагом следовало судно «Юпитер», производившее непрерывную откачку воды из 2-го котельного и носового машинного отделений. В дополнение к этому на полубаке были установлены переносные помпы, однако уровень воды практически не снижался. Двигаясь со скоростью всего в 8 узлов, в 20:15 «Ташкент» был доставлен в гавань Новороссийска, в которой два буксира осторожно ввели его до Элеваторной пристани, где находилась команда инженеров технического отдела.
Немедленно приступили к разгрузке и осмотру корабля. Находившийся во время боя на лидере писатель
Е. Петров перед сходом на берег сказал командиру: «То, что было в этом рейсе, не забудешь никогда!..».
Детальный осмотр судна выявил, что с 45 по 77 шпангоут в подводной части правого борта имеются четыре рваные пробоины (размеры 3,0×0,15 м, 1,35×0,95 м, 6,0×0,5 м и 6,0×5,0 м), а на левом борту в районе 211 шпангоута ещё одна размером 4,5×3,0 м. На верхней палубе в результате разрыва образовался гофр и треснула листовая обшивка. Полностью затопленными оказались все три артиллерийских погреба главного калибра и прилегающий к ним коффердам, первый, третий и пятый кубрики, первое и второе котельные помещения, румпельное и термотанковое отделение, погреб боевых зарядных отделений торпед и погреб № 4, а частичное затопление наблюдалось в носовом машинном отделении. Стало ясно, что корабль нуждается в скорейшем ремонте, однако из-за загруженности дока Новороссийска и приближения к городу линии фронта «Ташкент» было решено доставить в Поти.
28 июня на лидер прибыл командующий Северо-Кавказским фронтом маршал С. М. Будённый, выступивший с крыши 76-мм артиллерийской установки перед экипажем корабля, отметивший, что «Ташкент» достоин носить звание «гвардейского» корабля, и пообещавший представить всех моряков к государственным наградам. Спустя несколько дней 367 человек из экипажа лидера были удостоены различных орденов и медалей, а капитану В. Ерошенко и военкому Г. Коновалову был вручён орден Ленина. Награды также получил экипаж судна «Юпитер» за проведение спасательной операции.
Тем временем на самом судне началась подготовка к переходу в Поти — трещины были залиты цементом, к пробоине левого борта были приварены рёбра жёсткости или стальные латки, часть пробоин правого борта были заделаны кольчужными пластырями. Самую большую пробоину правого борта было решено не заделывать из-за обширного разрушения шпангоутов. В общей сложности было откачано 1240 т воды, однако по-прежнему оставались затоплены два из трёх артиллерийских погребов, коффердам, термотанковое и первое котельное отделения, и для стабилизации дифферента было оставлено 167 т воды в кормовой части судна. Итоговая остойчивость корабля и восстановленная рулевая машина, по мнению инженеров, позволяли успешно провести переход. На лидер были установлены дополнительные водоотливные средства: мотопомпа, эжектор во втором котельном отделении и ручной насос на полубаке. Ориентировочно выход в море был запланирован на 14:00 2 июля 1942 года.

### Гибель
Ранним утром 2 июля после дождливой ночи в небе Новороссийска на высоте 5000 м был замечен немецкий самолёт-разведчик, который без какого-либо противодействия советской авиации сумел провести аэрофотосъёмку всей акватории порта и вернуться на аэродром базирования. Стало очевидно, что вскоре будет совершён авианалёт, и уже в 11 утра на радиолокаторах была обнаружена большая групповая цель, приближавшаяся к городу со стороны суши на небольшой высоте. Несмотря на это средства противовоздушной обороны кораблей не были приведены в боевую готовность, равно как и не была объявлена воздушная тревога в порту.
В 11:20 порт был атакован 64 бомбардировщиками 76-й и 100-й бомбардировочной эскадры, прибывшими в сопровождении 15 истребителей Messerschmitt Bf.109. За 15 минут налёта на порт было сброшено 170 бомб весом от 250 до 1000 кг, две из которых прямым попаданием упали на палубу «Ташкента» — одна в район юта, а вторая пробила палубу в районе машинного отделения, где тут же произошёл взрыв. Далее сдетонировал один из торпедных аппаратов. Командира корабля Ерошенко силой взрыва выбросило за борт, и выбраться из воды ему удалось лишь по наружному скоб-трапу носовой дымовой трубы уже затонувшего к тому моменту корабля. Всего за 3—4 минуты лидер лёг левым бортом на грунт на глубине 9,5—10,5 м при крене в 20°. От этого налёта на «Ташкенте» погибло 76 и было ранено 77 членов экипажа. Помимо лидера в тот день в новороссийском порту оказались уничтожены эсминец «Бдительный», санитарный транспорт «Украина», недостроенный транспорт «Пролетарий», спасательный буксир «Черномор», три рыболовных катера и баржа, а иные корабли получили повреждения разной степени.
Осмотр судна водолазами показал, что в кормовой части имелись четыре пробоины в правом борту общей площадью 30 м² и ещё три в левом — около 50 м². Затонувшее судно имело выраженный дифферент на корму, над поверхностью воды возвышались лишь дымовые трубы, носовая рубка и башни главного калибра. После 3 июля водолазами из затопленных помещений были извлечены тела погибших моряков, которых похоронили на городском кладбище.
19 июля 1942 года Военный совет Черноморского флота постановил в срок до 15 августа демонтировать с затонувшего корабля вооружение, а сам корпус поднять и отбуксировать в Поти. Две башни Б-2ЛМ и зенитную установку 39-К установили на эсминец «Огневой», а последнюю башню отправили в Молотовск для установки на эсминец «Осмотрительный». Однако работы по подъёму не были завершены из-за постоянных налётов авиации и начала немецкого наступления, завершившегося захватом большей части города.
Всего с начала войны лидер прошёл 27 тысяч морских миль, перевёз 2538 т боеприпасов и 19 300 человек, участвовал в конвоировании 17 транспортов, провёл около сотни боевых стрельб главным калибром. В результате действий корабля было повреждено или сбито 13 самолётов противника, уничтожен аэродром и шесть артиллерийских батарей.

## Подъём

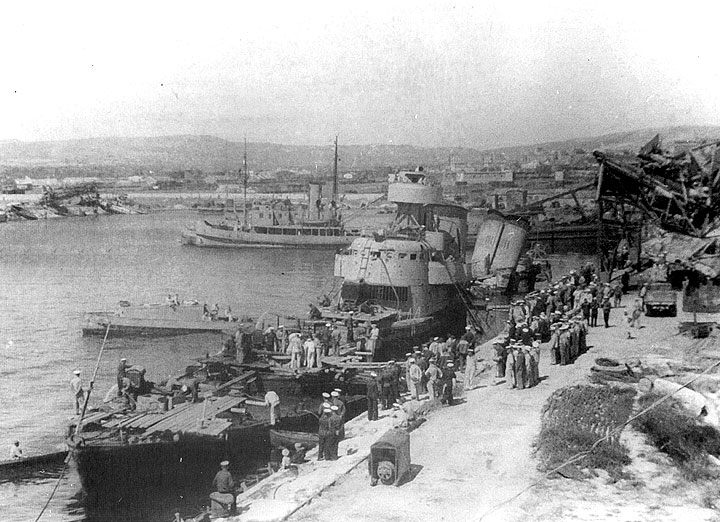
Лидер «Ташкент», после подъёма в 1944 году

В октябре 1943 года вскоре после окончательного освобождения города вновь начались мероприятия по подготовке к подъёму корабля. Новый осмотр его водолазами выявил резкое уменьшение общей продольной прочности, из-за которого необходимо было разработать комплекс специальных мер. Проектные работы были начаты спецгруппой НКВД, в которой главным инженером выступил Т. И. Бобрицкий. В качестве ключевых факторов для выбора способа подъёма корабля были выделены большая площадь повреждений, препятствовавшая эффективному осушению отсеков, малое расстояние от стенки причала и крен, мешавшие наведению понтонов, и носовые повреждения корабля, негативно повлиявшие на прочность всей конструкции. Предполагалось осушить наименее повреждённые отсеки от 0 до 61-го шпангоута, установить вспомогательные понтоны по левому борту для корректировки крена, а после навести 80 т понтоны в средней и кормовой части корпуса. По расчётам, подъёмная масса составляла 2400 т с илом, и с учётом принятого низкого отрывного сопротивления грунта (всего 10 %) вес корабля должен был составить 2640 т. Главной целью инженеров было сохранение продольной прочности корабля, поскольку имелся шанс на разлом в районе миделя, однако проверка выявила возможность достижения запаса продольной прочности на 20—40 %, что было сочтено как допустимое значение. По плану поднятый корабль требовалось отбуксировать на отмель и обеспечить его собственную плавучесть, поскольку размеры корпуса не входили в имевшиеся свободные доки по ширине.
Работы начались с промывки туннелей для стропов котлована, однако вскоре было обнаружено, что корпус скользит к стенке причала. Для предотвращения заваливания на левый борт установленные под него три понтона частично продули, а после заполнения всего объёма понтонов корпус начал спрямляться и медленно лёг в подготовленный котлован с креном 0° в корме. Новый осмотр водолазов выявил ранее неизвестные повреждения корабля, которые делали затруднительными откачку воды из кормового машинного и 4-го котельного отделений. Требовался пересмотр всего проекта подъёма — теперь коэффициент сопротивления грунта был снижен до 7 %, а подъёмная масса была определена как 2300 т. Сохранив план осушения носовых отсеков, предполагалось продуть 14 пар 40 и 80 т и одну пару 200 т понтонов — расположение их было направлено в корму от откачиваемых отсеков и должно было составить два параллельных яруса по высоте. Расчёты показали, что в случае подъёма судну при таких условиях не удастся достичь положительной начальной остойчивости. В случае отсутствия сопротивления грунта продольную прочность корабля удалось бы обеспечить при подъёме, однако если коэффициент сопротивления оказался бы выше расчётного, то напряжения в опасном сечении превзошли бы предел текучести. Соответственно, первоочередной задачей для инженеров вновь стала промывка грунта под корпусом с обоих бортов. Помимо этого от разрушенных механизмов было освобождено носовое машинное отделение и внутрь него, а также в третье котельное отделение были заведены 16 5 т понтонов, а снаружи них были закреплены тросы для плавучего крана. Поскольку корабль не обладал положительной остойчивостью, то самостоятельно выравнять свой крен он был не в состоянии — для компенсации этого недостатка под 200 т понтонами было решено создать опоры из щебня поверх бревенчатого основания, выше расположить 40 т понтоны, дополнительно подсыпать щебень под борт и по избежание передёргивания при крене провести поперечную найтовку и остропку понтонов.
Работы по подъёму лидера стартовали 13 января 1944 года и производились в две-три смены бойцами 68-го спасательного отряда. В ходе водолазных работ и, где возможно, с помощью грейфера было удалено 500 м³ грунта, а поскольку корпус оказался погружённым в грунт на 2 м в носовой части и на 3,5 в кормовой, то на длине около 80 м был создан котлован шириной 8 м и глубиной 2-3 м, что потребовало удаления ещё 1200 м³ грунта. Между корпусом и стенкой причала были установлены деревянные распоры во избежание заваливания на борт. Наиболее сложным участком работ оказалась герметизация откачиваемых отсеков с помощью бетонирования и пластырей. Из-за близости стенки понтоны левого борта были остроплены вручную, поскольку осуществить это какими-либо техническими средствами не представлялось возможным. Для наблюдения за прогибом корпуса было установлено две рейки и нивелир, ещё три рейки оценивали посадку судна.
Непосредственный подъём лидера стартовал 30 августа 1944 года с продувки концевых отсеков понтонов, после чего мотопомпами из носовых отсеков корабля было откачано 400 т, что вызвало частичное всплытие данной оконечности. Через 100 минут от начала операции на поверхности оказалась палуба полубака, однако крен на левый борт начал расти и составлял 3° при прогибе корпуса 38 см. Дальнейший подъём носовой части представлял опасность разлома всего корпуса, и инженеры, сочтя остойчивость корабля положительной, решили приступить к подъёму кормы. Для этого была проведена теперь уже полная продувка понтонов, что привело к всплытию кормы при увеличении крена на левый борт до 7,5°. Запас плавучести корпуса в таком состоянии по расчётам достиг 900 м³, что позволило отбуксировать его на отмель. За успешное выполнение подъёма корабля четыре инженера спецгруппы во главе с Бобрицким были досрочно освобождены из заключения. Тем не менее восстановление «Ташкента» из-за тяжести полученных повреждений было признано нецелесообразным, и после буксировки в Николаев лидер был разобран на металл.

## Командиры

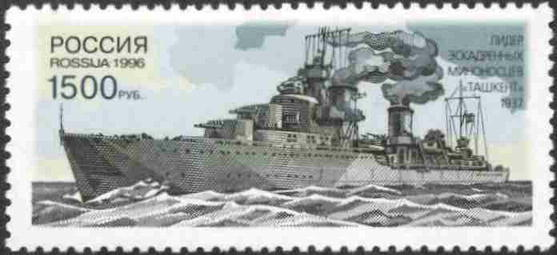
Лидер "Ташкент" на марке Почты России 1996 года

- февраль — май 1939 — капитан 2-го ранга Владимирский, Лев Анатольевич[31]
- июнь 1939 — февраль 1941 — капитан 2-го ранга Жуков, Евгений Николаевич[22]
- февраль 1941 — июль 1942 — капитан 3-го ранга Ерошенко, Василий Николаевич[31]

## Оценка проекта
Класс лидеров эскадренных миноносцев приобрёл большую популярность в различных флотах в 1920—1930-е годы, следствием чего стало появление аналогичных проектов в СССР. Лидер «Ташкент» стал по сути экспериментальным кораблём — удачным, но слишком большим, дорогим и сложным. В результате использования итальянскими конструкторами усиленной энергетической установки «Ташкент» имел максимальную скорость в 43,5 узла, что соответствовало представителям проекта 1.
Установка морально устаревших 45-мм зенитных пушек снижала противовоздушную оборону корабля. Корабль отличался малой прочностью корпуса, получавшего повреждения от штормовых волн. Большие главные размерения корабля в сравнении с не самым мощным для своих габаритов вооружением, высокая стоимость постройки и сложность конструкции, в том числе постройка из неизвестных в СССР материалов, которые были с трудом ремонтопригодны местными средствами, стали собственными недостатками проекта 20И.
Несмотря на то, что «Ташкент» в ходе Великой Отечественной войны использовался не по своему проектному назначению, он сумел успешно продемонстрировать себя в условиях частых эксплуатационных перегрузок и в отличие от других советских лидеров реализовывал свои скоростные характеристики, что делало его сильнейшим представителем класса в Военно-Морских Силах РККА. Концептуальные решения проекта 20И советские конструкторы намеревались использовать в лидерах проекта 48, однако доработки конструкционных недостатков «Ташкента» сделали новый проект полностью самостоятельным. Для итальянских конструкторов проект 20И стал экспериментальной базой, использованной при разработке лидеров (впоследствии лёгких крейсеров) типа «Капитани Романи».
| Внешний вид                                        |                    |                   |                                            |                                 |
| Год закладки                                       | 1937               | 1932              | 1939                                       | 1934                            |
| Год вступления в строй                             | 1939               | 1936              | 1942                                       | 1939                            |
| Водоизмещение, стандартное/полное, т               | 2836 / 4175        | 2032 / 2693       | 3745 / 5420                                | 2997 / 4018                     |
| Длина (наибольшая), м                              | 139,7              | 127,5             | 142,88                                     | 137,5                           |
| Ширина, м                                          | 13,7               | 11,7              | 14,4                                       | 12,67                           |
| Осадка, м                                          | 4,0                | 3,9               | 4,9                                        | 4,57                            |
| Энергетическая установка, л. с.                    | 110 000            | 67 250            | 110 000                                    | 92 000                          |
| Максимальная скорость, узлов                       | 43,5               | 43,0              | 41,0                                       | 41,3                            |
| Дальность плавания, миль (на скорости хода, узлов) | 5030 (20)          | 2100 (20)         | 4350 (21)                                  | 4375 (17)                       |
| Артиллерия главного калибра                        | 3×2 — 130-мм Б-2ЛМ | 5×1 — 130-мм Б-13 | 4×2 — 135 mm/45 OTO/Ansaldo Mod. 1937/1938 | 4 × 2 — 138,6mm/50 Model 1934   |
| Торпедное вооружение                               | 3×3 — 533 мм ТА    | 2×4 — 533 мм ТА   | 2×4 — 533 мм ТА                            | 2×3 — 550 мм ТА 2×2 — 550 мм ТА |
| Экипаж, чел.                                       | 250                | 344               | 418                                        | 264                             |

## Комментарии
1. ↑  И — «итальянский», «импортный»[10].
2. ↑  По утверждению Михала Глока, сведения о планировавшемся переходе лидера на Балтику являются неподтверждёнными[29].
3. ↑  Ряд источников[106][107] объясняет отсутствие воздушной тревоги ожиданием приезда маршала Будённого, который якобы должен был наградить отличившихся моряков и вручить кораблю гвардейское знамя. Сообщается, что часть экипажа лидера была торжественно построена на пирсе незадолго до начала налёта. Тем не менее, данная версия основывается на показаниях неизвестных очевидцев тех событий и не имеет официальных документальных подтверждений[106]. В воспоминаниях В.Н. Ерошенко об ожидании приезда Будённого в тот день не сообщается[108].
4. ↑  Различные классификационные системы, принятые во флотах отдельных государств, именовали класс лидеров эскадренных миноносцев по-разному, в т.ч. не выделяли его из общего класса эскадренных миноносцев или причисляли его к лёгким крейсерам[126]